# DDR-Oberliga 1959
L'edizione 1959 della DDR-Oberliga vide la vittoria finale dell'SC Wismut Karl-Marx-Stadt.
Capocannoniere del torneo fu Bernd Bauchspieß (Chemie Zeitz), con 18 reti.

## Classifica finale
|     | Classifica                      | Pt | G  | V  | N  | P  | GF | GS |
| --- | ------------------------------- | -- | -- | -- | -- | -- | -- | -- |
| 1.  | SC Wismut Karl-Marx-Stadt       | 39 | 26 | 17 | 5  | 4  | 44 | 25 |
| 2.  | ASK Vorwärts Berlino            | 35 | 26 | 13 | 9  | 4  | 49 | 24 |
| 3.  | SC Dinamo Berlino               | 33 | 26 | 14 | 5  | 7  | 46 | 26 |
| 4.  | SC Empor Rostock                | 29 | 26 | 10 | 9  | 7  | 36 | 26 |
| 5.  | SC Motor Jena                   | 29 | 26 | 10 | 9  | 7  | 29 | 27 |
| 6.  | Fortschritt Weißenfels          | 27 | 26 | 10 | 7  | 9  | 36 | 39 |
| 7.  | SC Aktivist Brieske-Senftenberg | 24 | 26 | 8  | 8  | 10 | 36 | 30 |
| 8.  | BSG Motor Zwickau               | 24 | 26 | 9  | 6  | 11 | 30 | 32 |
| 9.  | SC Lokomotive Lipsia            | 24 | 26 | 8  | 8  | 10 | 28 | 36 |
| 10. | Chemie Zeitz                    | 24 | 26 | 9  | 6  | 11 | 42 | 52 |
| 11. | SC Rotation Lipsia              | 22 | 26 | 6  | 10 | 10 | 31 | 40 |
| 12. | SC Einheit Dresda               | 19 | 26 | 4  | 11 | 11 | 23 | 42 |
| 13. | SC Turbine Erfurt               | 18 | 26 | 6  | 6  | 14 | 27 | 45 |
| 14. | BSG Lokomotive Stendal          | 17 | 26 | 4  | 9  | 13 | 19 | 32 |

### Verdetti
- SC Wismut Karl-Marx-Stadt campione della Germania Est 1959 e qualificato alla Coppa dei Campioni 1960-1961
- Vorwarts iscritto d'ufficio alla Coppa delle Coppe 1960-1961
- SC Turbine Erfurt e BSG Lokomotive Stendal retrocesse in DDR-Liga.